# Porte des Morts (Wisconsin)

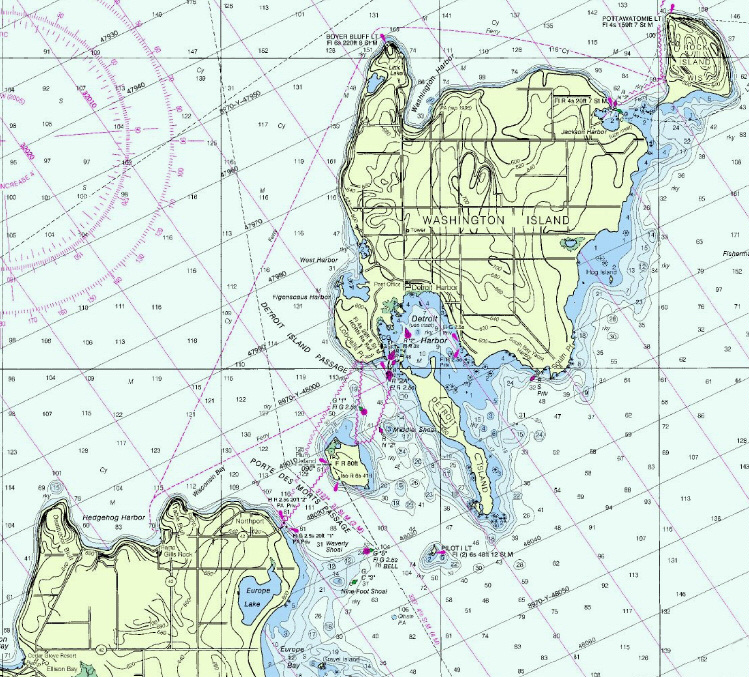
Détail de la carte de la NOAA n°14909.

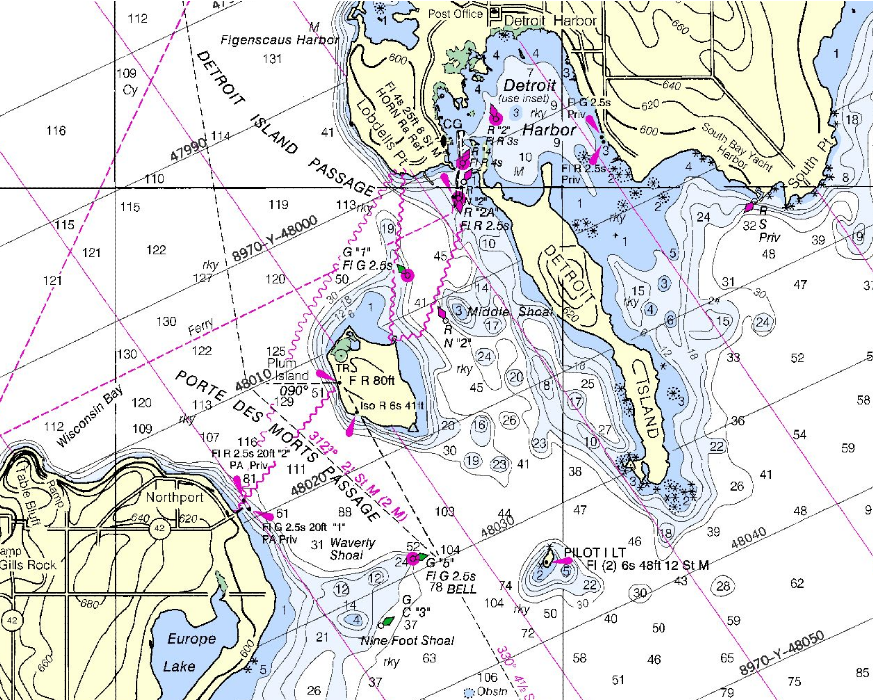
Agrandissement de la carte.

La Porte des Morts, également connue sous le nom de Porte des Mortes, Door of Death ou Death's Door est un détroit reliant le lac Michigan et la Green Bay entre la pointe nord de la péninsule du comté de Door, Wisconsin et un groupe d'îles historiquement connues sous le nom des îles Potawatomi et dont la plus grande est l'île Washington. 
Au nord de la péninsule, l'eau chaude de Green Bay se jette dans le lac Michigan à la surface, tandis que dans le même temps, l'eau froide du lac pénètre dans Green Bay en dessous.

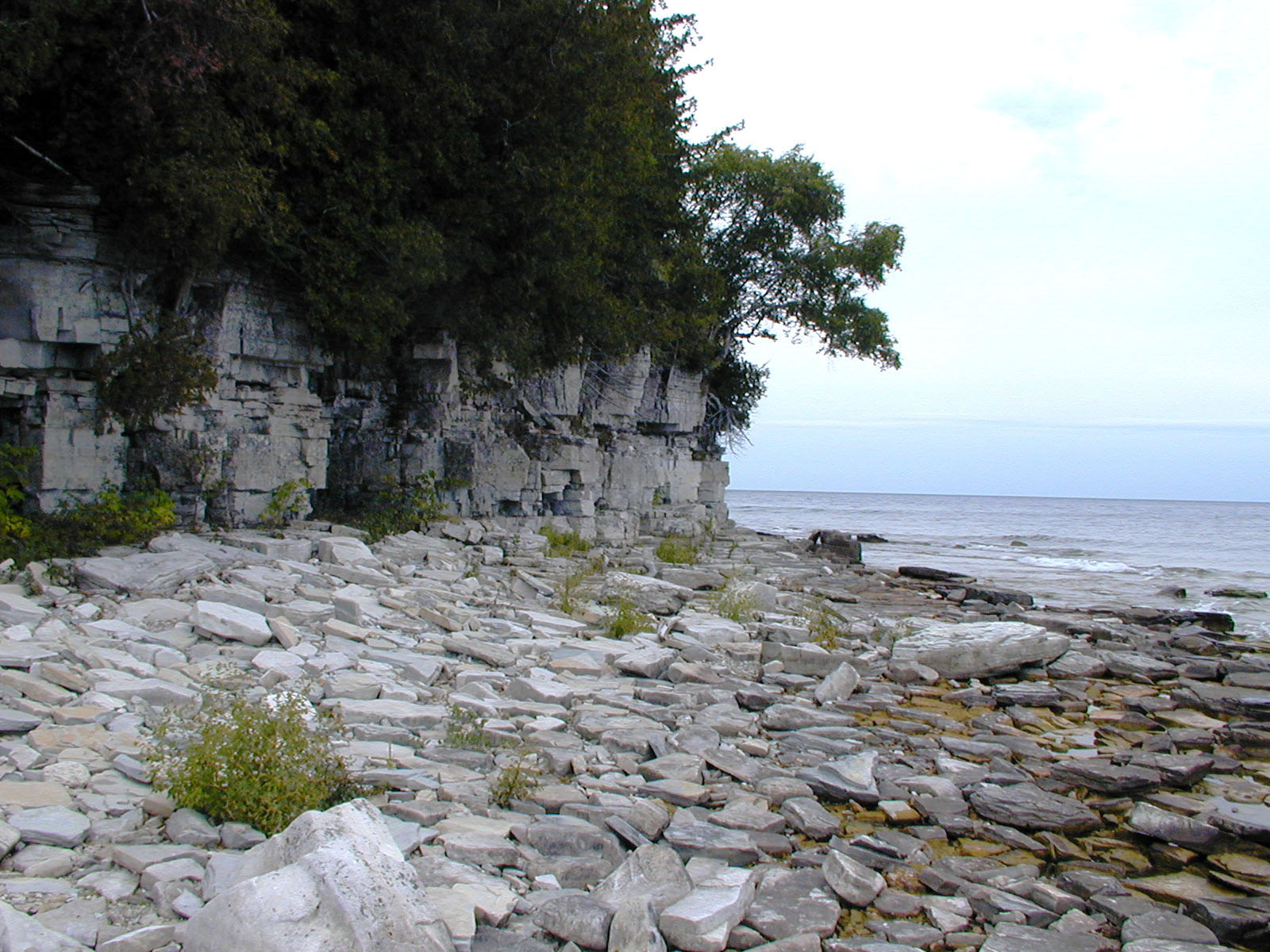
Door Bluff (également appelé Deathdoor Bluff).

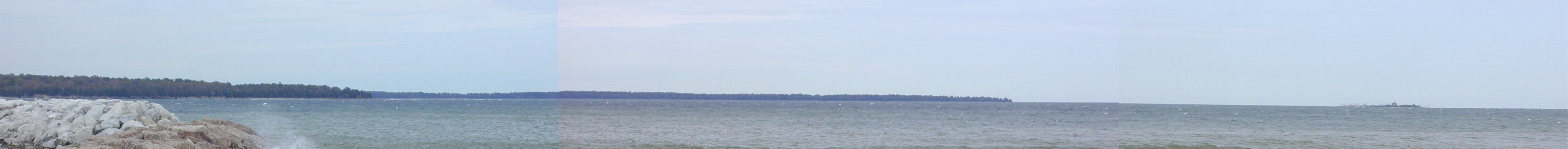
Le détroit vu depuis le comté de Door.